# Mulaz
Il Mulàz (2.906 m s.l.m.) è una montagna delle Pale di San Martino, presso la cui cima passa il confine tra le provincie di Trento e Belluno.

## Vie d'accesso
Il Mulaz, a differenza delle principali vette del Gruppo delle Pale di San Martino, si può salire attraverso sentieri con un'escursione priva di particolari difficoltà tecniche (anche se piuttosto lunga). La salita è possibile dal Passo Rolle, dal passo Valles, dalla Val Venegia e da Falcade.
Nei pressi della cima sorge il Rifugio Giuseppe Volpi di Misurata al Mulaz.

## Caratteristiche
La montagna vista dall'abitato di Falcade e dalla zona del Passo Valles assume un aspetto decisamente maestoso e pachidermico ed è in forte contrasto con le vette aguzze del Focobon.
Dalla cima della montagna si ha un'ampia visuale, in particolare sull'adiacente Gruppo del Focobon. Sulla cima è presente una campana incastonata in una struttura metallica.